# Station Dublin-Broadstone
Station Dublin-Broadstone is een voormalig treinstation in Dublin. Het werd geopend in 1847 en was het eerste eindstation van de Midland Great Western Railway, een maatschappij die halverwege de 19e eeuw onder meer de spoorlijn naar Galway heeft aangelegd. Het station werd al in 1937 gesloten voor personenvervoer. 
Het wordt tegenwoordig gebruikt als hoofdkantoor van de busmaatschappij van Ierland: Bus Éireann. In 2017 kreeg het station weer een spoorverbinding toen de Groene lijn van de lightrail van Luas werd verlengd van St. Stephen's Green naar Broombridge.